# Lotte Friis
Lotte Friis (Blovstrød, Dinamarca; 9 de febrero de 1988) es una nadadora danesa especialista en pruebas de larga distancia.

## Carrera profesional
En los Juegos Olímpicos de Pekín 2008 ganó la medalla de bronce en los 800 metros libres.
En el Campeonato del Mundo de 2009 celebrado en Roma ganó la medalla de plata en los 1500 metros libre y el oro en los 800 metros libre con un tiempo de 8:15.92, la segunda mejor marca de la historia y un nuevo récord del campeonato.
En el Campeonato Mundial de Natación de 2011 en Shanghái, Friis ganó la medalla plata en los 800 metros libre y el oro en los 1500 metros libre con un tiempo de 15:49.59.
En el 2013 consiguió dos medallas de plata en las pruebas de los 800 metros libre y los 1500 metros libre durante el Mundial de Barcelona, siendo superada en ambas ocasiones por la estadounidense Katie Ledecky.